# Icatu
Icatu est une municipalité brésilienne située dans l'État du Maranhão.